# Polysphondylium pallidum
Polysphondylium pallidum és una espècie de amebozou de la classe Dictyostelia que té forma d'arbre ramificat a diferència d'altres espècies, com Dictyostelium discoideum, que tenen una morfologia no ramificada.
Principalment viu en el terra dels boscos o en els fems. La seva distribució és cosmopolita i es pot trobar a Àfrica, a Amèrica, al Canadà i al Japó. La mitosi és un procés estudiat en P. pallidum i s'ha determinat que el seu nombre de cromosomes és 7.